# Ali Bujsaim
Ali Mohamed Bujsaim - em árabe, علي بوجسيم (Dubai, 9 de setembro de 1959) é um ex-árbitro de futebol emiradense que participou das Copas do Mundo de 1994, 1998 e 2002.

## Carreira
Integrante do quadro de árbitros da FIFA desde 1991, Bujsaim apitou sua primeira competição internacional no mesmo ano: a Copa do Mundo Sub-20, disputada em Portugal. Trabalhou ainda nas Olimpíadas de 1992 e foi o árbitro das finais da Copa Rei Fahd de 1992, da Copa da Ásia de 2000 e da Copa das Confederações de 2001. Esteve ainda em 4 edições da Copa das Nações Africanas e na Copa Ouro da CONCACAF de 1998. Em 1994, foi eleito o melhor árbitro da Ásia.
Em Copas do Mundo, atuou em 2 jogos de 1994 (Grécia x Bulgária, na fase de grupos, e a decisão do terceiro lugar entre esta última e a Suécia), 3 em 1998 (Marrocos x Escócia - na primeira fase - , França x Paraguai, nas oitavas-de-final, e a semifinal entre Brasil e Países Baixos) e, em 2002, apitou o jogo de abertura entre França e Senegal e Suécia x Argentina, ambas na primeira fase. Neste jogo, expulsou Claudio Caniggia no banco de reservas, por reclamação.
Bujsaim encerrou sua carreira de árbitro em março de 2004, aos 44 anos

## Curiosidade
Em 1992, Bujsaim e o húngaro Sándor Puhl foram escolhidos pela Federação Italiana de Futebol para apitar no torneio Cesare Baretti. A imprensa do país afimrou, de forma irônica, que "um cigano" (referência a Puhl) e "um cameleiro" (Bujsaim) vieram para arbitrar os jogos.

## Links
- Perfil de Ali Bujsaim - WorldReferee.com
- Perfil de Ali Bujsaim - Soccerway